# كورياكتولوجي
كورياكتولوجي (بالإنجليزية: Correactology)‏، نظام للطب البديل يقوم على افتراض غير مؤكد بأن «تنظيم كثافة الخلايا» في الجسم يُعدّ طريقة لعلاج مجموعة كبيرة من الأمراض. وقد طُور العلاج في غريتر سودبوري (أونتاريو) عام 2002 من قِبَل الأخوين مايكل وآلان لابوبنت. لكن النُّقاد قالوا إنه علم زائف ذلك أن برنامج التدريب الوحيد المتعلق بهذا الموضوع قد أُحيل إلى المحكمة من قِبَل طلابه السابقين.
أثناء هذا العلاج، يمسك الممارسون بأيديهم ويثبتون أصابعهم بلمسة خفيفة على جسم المريض. يزعم آلان لابوينت أنه من خلال هذه الطريقة يبحث عن «مناطق مقاومة في الأجزاء الثمانية من الخلايا، الأمر الذي يشير إلى مناطق الخلل المرضي أو التشريحي». بعد ذلك، يقوم المُمارس بحركات معينة بواسطة يديه ليُغيّر من سلوك البروتينات داخل الخلايا، من أجل التخفيف من الألم: «نحن نعمل على وضع أثر تتابعي من شأنه أن يُغيّر سلوك البروتينات. وعندما يتغير سلوكها، يتغير سلوكنا وذلك بسبب سيطرة البروتينات على الجسم بطبيعة الحال».
ظلَّ المتخصصون الطبيون يتساءلون عن هذه الممارسة لأنها أصبحت أكثر انتشارًا. وقد استنكر نائب رئيس تحرير مجلة كانيديان ميديكال أسوسييشن، ماثيو ستانبروك، الادعاءات التي أدلى بها أولئك الممارسون قائلًا: «يُعتبر هذا علمًا زائفًا، فهو يستخدم كلمة علمية معناها بعيد تمامًا عن مفهوم الكثافة. وهذا ليس منطقيًا على الإطلاق، وقد يكون الحديث عن كثافة الخلايا موضوعًا غير قابل للتداول. ومن غير المنطقي حتى طرح فكرة أنه من خلال التلاعب الذي ينطوي على اللمس، يمكن للمرء أن يحدد كثافة الخلايا إلى المستوى الأمثل». كما يُحدِّد مكتب جامعة ماكجيل للعلوم والمجتمع أيضًا هذا العلم على أنه علم زائف.
في حين عدم امتلاك أولئك الممارسين أي نوع من التدريبات الطبية الرسمية، يقول الأخوين لابوينت إنهما يعملان على بحث موسّع يوضحان من خلاله تقنيات يمكن أن تكون أكثر فعالية من العلاج البديل.
يوجد ممارسو هذا العلاج في مستوصفات كثيرة في جميع أنحاء أونتاريو، فضلًا عن عيادة طبية في غاتينو (كيبك). أصبح مصطلح كورياكتولوجي علامةً تجاريةً لشركة مملوكة من قِبَل الأخوين لابوينت يُديرها والداهما. لكن هذا العلاج غير مُعترف به من قِبَل كلية الأطباء والجراحين بأونتاريو. تقوم كلية كيبك للأطباء بالتحقيق في التقنيات والادعاءات المتعلقة بهذا العلاج.

## برنامج جامعة بوريال وقضية المحكمة
في عام 2016، وقَّعت جامعة بوريال اتفاقية مدتها أربع سنوات يُقدم بموجبها مركز كورياكتولوجي للرعاية الصحية التابع لسودبوري برنامجًا تدريبيًا لطلاب الكلية بتكلفة قدرها 50000 دولار أمريكي للطالب الواحد. ألغت الجامعة هذا الاتفاق بعد عامين، عندما قام ثلاثة طلاب سابقين بإحالة المركز إلى القضاء بتهمة الإدلاء ببيانات كاذبة والتآمر والتجارة والإخلال بالعقد.
أظهرت تقارير المحكمة أن الطلبة اضُطروا إلى الالتزام بإعطاء 30 في المئة من أرباحهم المستقبلية للمركز. رفضت المحكمة في يوليو 2018 محاولة رفض دعوى المحكمة من خلال الاحتجاج بشرط السرية الوارد في عقد التدريب. وما تزال المحكمة مستمرة بالبحث في التقارير.